# Науки за Земята
Науките за Земята (познати още като геонауки) обхващат науките, занимаващи се с планетата Земя. Тя е особен случай в науката, тъй като е единствената планета с подходящи за живот условия. Съществуват както редукционистки, така и холистки възгледи относно науките за Земята. Най-важните дисциплини в тази сфера използват постиженията на физиката, математиката, химията и биологията, за да направят количествен анализ на основните области от Земята.

## Списък на науките за Земята
- Атмосферни науки
- Биогеография
- Вулканология
- География
- Геодезия
- Геоинформатика
- Геология
- Геоморфология
- Геостатистика
- Геофизика
- Геохимия
- Глациология
- Картография
- Климатология
- Кристалография
- Лимнология
- Метеорология
- Минералогия
- Океанология и Океанография
- Палеогеография
- Палеокеанология
- Палеоклиматология
- Палеонтология
- Почвознание
- Петрология и Петрография
- Петрофизика
- Спелеология
- Седиментология
- Сеизмология
- Стратиграфия
- Тектоника
- Хидрология